# Uniwersytet WSB Merito w Gdańsku
Uniwersytet WSB Merito (dawniej Wyższa Szkoła Bankowa w Gdańsku) – uczelnia niepubliczna założona w Gdańsku w 1998 roku. Kształci studentów na piętnastu kierunkach studiów I stopnia, trzech kierunkach studiów jednolitych magisterskich oraz siedmiu kierunkach studiów II stopnia. Uniwersytet WSB Merito przyznaje tytuły naukowe doktora i doktora habilitowanego. Prowadzi również studia podyplomowe oraz studia MBA i MBA Leadership. UWSB w Gdańsku posiada Kartę Erasmus+, przyznaną przez Komisję Europejską, która uprawnia do udziału w Programie Erasmus+. W jego ramach zostały podpisane 33 umowy partnerskie z uczelniami na świecie. W ramach struktury organizacyjnej uczelni znajduje się 5 wydziałów – Zdrowia, Społeczno-Humanistyczny, Prawa i Administracji, Informatyki i Nowych technologii oraz Biznesu.

## Historia
Uczelnia została utworzona z inicjatywy Towarzystwa Edukacji Bankowej w 1998. Na początku działalności uczelnia pod nazwą Wyższa Szkoła Bankowa w Gdańsku oferowała studia licencjackie na dwóch kierunkach: Finanse i Bankowość. Rok później kierunki te pojawiły się na studiach podyplomowych. W 2004 otwarto kierunek Informatyka i Ekonometria. W 2009 utworzono Wydział Ekonomii i Zarządzania w Gdyni.
28 marca 2013 Wyższa Szkoła Bankowa w Gdańsku oraz Szkoła Wyższa Prawa i Dyplomacji w Gdyni zawarły porozumienie w sprawie włączenia SWPD w struktury WSB, co nastąpiło 1 lipca 2013.
W październiku 2015 uczelnia zmieniła siedzibę. Nowy kampus znajduje się przy al. Grunwaldzkiej 238A.
Od kwietnia 2023 uczelnia działa jako uniwersytet.

## Władze[10]
- Rektor – dr hab. Jan Wiśniewski, prof. UWSB Merito
- Prorektor ds. nauki i współpracy z zagranicą – dr hab. Artur Kozłowski, prof. UWSB Merito
- Kanclerz – Emilia Michalska

Organami kolegialnymi Uniwersytetu WSB Merito w Gdańsku są Senat oraz Rada Akademicka.
Senat decyduje o przyszłości uczelni oraz:
- określa i uchwala strategię uczelni, regulaminy studiów,
- czuwa nad jakością programów nauczania oraz określa w uchwale jakie umiejętności powinien posiadać absolwent,
- wnioskuje o utworzenie kierunku studiów oraz określa specjalności w ramach danego kierunku,
- ustanawia limity przyjęć na studia oraz zasady rekrutacji, opiniuje zasady funkcjonowania systemu zapewniania jakości kształcenia.

W skład Senatu wchodzą: Rektor jako przewodniczący, Kanclerz, Wicekanclerze oraz Dziekan.
Rada Akademicka posiada uprawnienia i realizuje zadania w zakresie:
- prowadzenia postępowań oraz nadawania stopnia naukowego doktora,
- opiniowania regulaminu biblioteki, studiów i praktyk studenckich,
- opiniowania efektów uczenia się dla programów studiów poszczególnych kierunków,
- opiniowania zasad funkcjonowania systemu zapewniania jakości kształcenia.

W skład Rady Akademickiej wchodzą: Rektor jako przewodniczący, przedstawiciele nauczycieli akademickich oraz przedstawiciele studentów.

## Struktura[11]

### Filie
- Uniwersytet WSB Merito w Gdyni

### Wydziały
Wydział Biznesu, kierunki: finanse i rachunkowość, zarządzanie, turystyka i rekreacja,
Wydział Prawa i Administracji, kierunki: prawo, prawo w biznesie, administracja, bezpieczeństwo wewnętrzne, stosunki międzynarodowe,
Wydział Informatyki i Nowych Technologii, kierunki: informatyka, multimedia i grafika komputerowa, inżynieria zarządzania, logistyka,
Wydział Społeczno-Humanistyczny, kierunki: pedagogika, pedagogika wczesnoszkolna i przedszkolna, psychologia, psychologia w biznesie, filologia oraz studium języków obcych,
Wydział Zdrowia, kierunki: kosmetologia, dietetyka, pielęgniarstwo.

## Kształcenie
Uczelnia daje możliwość podjęcia studiów na dziewiętnastu kierunkach. W ofercie znajdują się specjalności anglojęzyczne oraz w formie kształcenia dualnego. W zależności od wybranej specjalności studia można zrealizować w trybie stacjonarnym, trybie niestacjonarnym lub online.
- Studia I stopnia (licencjackie 3-letnie)[13]:
  - Administracja
  - Bezpieczeństwo wewnętrzne
  - Computing
  - Dietetyka
  - Filologia
  - Finanse i rachunkowość
  - Informatyka
  - Logistyka
  - Management
  - Multimedia i grafika komputerowa
  - Pedagogika
  - Pielęgniarstwo
  - Prawo w biznesie
  - Psychologia w biznesie
  - Stosunki międzynarodowe
  - Turystyka i rekreacja
  - Zarządzanie

- Studia I stopnia (inżynierskie 3,5-letnie)[14]:
  - Inżynieria zarządzania
  - Informatyka
  - Logistyka

- Jednolite studia magisterskie (5-letnie)[15]:
  - Pedagogika przedszkolna i wczesnoszkolna
  - Prawo
  - Psychologia
  - Fizjoterapia

- Studia II stopnia (magisterskie 2-letnie)[16]:
  - Administracja i biznes
  - Bezpieczeństwo wewnętrzne
  - Filologia (w przygotowaniu)
  - Finanse i rachunkowość
  - Logistyka
  - Management
  - Pedagogika
  - Turystyka i rekreacja
  - Zarządzanie
  - Zarządzanie – dla absolwentów studiów inżynierskich

Studia II stopnia prowadzone są w ramach dwóch ścieżek kształcenia – tradycyjnej oraz połączonej ze studiami podyplomowymi.
- Doktoranckie[17]:
  - nauki o zarządzaniu

Dodatkowo uczelnia prowadzi również studia podyplomowe na ponad 100 kierunkach, studia MBA, kursy i szkolenia specjalistyczne oraz kursy językowe.

## Działalność studencka[19]
- Samorząd Studentów
- Koła naukowe:
  - Studencka poradnia prawna
  - Koło Naukowe Prawa Rodzinnego "ARS LEGE"
  - Koło Naukowe Code & Startup WSB Trójmiasto
  - Koło Młodych Pedagogów Specjalnych "Razem"
  - Koło naukowe prawa karnego
  - Streamline Logistics WSB Gdańsk
  - Studenckie Koło Naukowe Psychologia i Biznes
  - Studenckie Koło Debat Oksfordzkich
  - Koło naukowe Fililogia i Kultura
  - Koło naukowe HR
  - Studenckie Koło naukowe ADMINISTRACJA
  - Koło naukowe Stosunków międzynarodowych "Global Issues"
  - Studenckie Koło Naukowe SpaceShip
  - Koło naukowe BJN bezpieczeństwo jest najważniejsze
  - PERSONA
  - Koło językoznawcze WSB "OMNILINGO"
  - Studenckie Koło Naukowe Kryminalistyki i Nauk Pokrewnych "Corpus Delicti"
  - Koło naukowe  Ipso Iure
  - Pod Przysłoną
  - Kultura po godzinach
  - Klub Warren'a Buffetta
  - Moje podróże
  - Dietofaktyczni
  - Koło naukowe przedsiębiorczości

1. Kierunki i specjalności, licencjackie i inżynierskie, www.merito.pl [dostęp 2023-05-22].
2. ↑ Poznaj WSB Merito w Gdańsku, www.merito.pl [dostęp 2023-05-22] (pol.).
3. ↑ Merito, Centrum Rozwój Szkół Wyższych, www.teb-akademia.pl [dostęp 2023-05-22].
4. ↑ Proces połączenia SWPD z WSB – zakończony sukcesem! www.merito.pl, 2013-07-01. [dostęp 2013-08-24].
5. ↑ Władze WSB, www.merito.pl/gdansk [dostęp 2023-05-22].
6. ↑ Instytuty i katedry Uniwersytetu WSB Merito w Gdańsku,   www.merito.pl [dostęp 2023-05-22] (pol.).
7. ↑ Kierunki i specjalności, licencjackie i inżynierskie, www.merito.pl [dostęp 2023-05-22].
8. ↑ Kierunki i specjalności, licencjackie i inżynierskie,  www.merito.pl [dostęp 2023-05-22].
9. ↑ Kierunki i specjalności, jednolite magisterskie,  www.merito.pl [dostęp 2023-05-22].
10. ↑ Kierunki i specjalności, magisterskie,  www.merito.pl [dostęp 2023-05-22].
11. ↑ Doktorat Uniwersytetu WSB Merito w Gdańsku,   www.merito.pl [dostęp 2023-05-22] (pol.).
12. ↑ Kierunki i specjalności, studia podyplomowe,  www.merito.pl [dostęp 2023-05-22].
13. ↑ Organizacje studenckie Uniwersytetu WSB Merito w Gdańsku,  www.merito.pl [dostęp 2023-05-22] (pol.).